# Oscar Pistorius
Oscar Pistorius (Sandton, 22. studenog 1986.) – južnoafrički atletičar, koji trči s protezama. Osvojio je četiri zlatne i jednu brončanu medalju na Paraolimpijskim igrama te srebrnu medalju u štafeti 4×400 m na Svjetskom atletskom prvenstvu u Daeguu 2011. godine.
Oscar Pistorius rođen je s urođenom manom. Prije prvog rođendana amputirane su mu noge ispod koljena. 
U srednjoj školi bavio se športovima kao što su: ragbi, vaterpolo i tenis. Najveće uspjehe postigao je u atletici. Na Paraolimpijskim igrama u Ateni 2004. osvojio je brončano odličje na 100 metara. 
Prije Olimpijskih igri u Pekingu 2008. najavio je, da se želi kvalificirati za nastup na 400 metara. Međunarodna atletska federacija (IAAF) odbila je njegovo sudjelovanje u kvalifikacijama za Olimpijske igre, nakon što su ga pozvali na znanstvena testiranja, tijekom kojih su ustvrdili, da je s protezama u prednosti pred ostalim atletičarima. No, Međunarodni olimpijski odbor sa sjedištem u Laussanni, dozvolio mu je nastup u kvalifikacijama s obrazloženjem, da znanstvena istraživanja nisu obuhvatila sve aspekte te da Pistorius ipak nije u prednosti pred ostalim atletičarima. Ali Pistorius nije zadovoljio kvalifikacijsku normu i nije nastupio na Olimpijskim igrama u Pekingu. 
Na Paraolimpijskim igrama u Pekingu 2008., osvojio je zlatne medalje u atletici na 100, 200 i 400 metara. Postavio je svjetski rekord na 400 m za osobe s invaliditetom u vremenu od 47,49 s.
U kolovozu 2011. na Svjetskom prvenstvu u južnokorejskom gradu Daeguu bio je dio južnoafričke štafete 4×400 m, koja je osvojila srebrnu medalju. Nastupio je u polufinalu, ali ne i u finalu. Postao je prva osoba s invaliditetom, koja je osvojila medalju na atletskim natjecanjima, koja nisu za osobe s invaliditetom.

## Ubojstvo Reeve Steenkamp
Optužen je da je 14. veljače 2013. u ranim jutarnjim satima brutalno usmrtio svoju djevojku Reevu Steenkamp četirima hitcima iz pištolja u svojoj kući u Pretorii. Oscar je priznao da je ispalio 4 hica u nju, ali se branio da ju je zamijenio za provalnika. Na suđenju je proglašen krivim i osuđen na dugogodišnju zatvorsku kaznu. U studenom 2021., južnoafričke zatvorske vlasti pokrenule su prve proceduralne korake za razmatranje uvjetnog puštanja na slobodu Oscara Pistoriusa, zatvorenog zbog ubojstva svoje djevojke.